# 聖菲利普堡圍城戰
聖菲利普堡圍城戰（法語：Siège de Fort St. Philip），或稱梅卡諾島圍城戰，發生於1756年4月20日-6月29日，是七年戰爭中的一場戰鬥。在西班牙王位繼承戰爭後，西班牙梅诺卡岛轉交給大不列顛王國，法蘭西王國對此地的佔領威嚇到了英國海軍在西地中海的地位。此地於1763年巴黎條約歸還給英國，最終在第二次反法同盟英國戰敗後歸還給西班牙。

## 註腳
1. 1 2 3  Pajol 1888，第27-28頁.
2. ↑  Pajol 1888，第28頁.